# Olari, Arad
Olari là một xã thuộc hạt Arad, România. Dân số thời điểm năm 2002 là 1937 người.